# ويل بيرش
ويل بيرش (بالإنجليزية: Will Birch)‏ هو كاتب أغاني ومنتج أسطوانات بريطاني، ولد في 12 سبتمبر 1948.

## وصلات خارجية
- ويل بيرش على موقع ميوزك برينز (الإنجليزية)
- ويل بيرش على موقع ديسكوغز (الإنجليزية)